# ボビー・オア
ロバート・ゴードン・"ボビー"・オア（Robert Gordon "Bobby" Orr, 1948年3月20日 - ）は、カナダ連邦オンタリオ州パリーサウンド生まれの元プロアイスホッケー選手。ポジションはディフェンス。
得点力にも秀でており、2度のポイント王に輝いている。多くのファンから、史上屈指の好選手と称されている。オーダー・オブ・カナダを受章している。

## 経歴
幼い時からアイスホッケーに対する才能を発揮した。14歳で州のジュニアAリーグOHLのオショワ・ジュネラルズに所属し、19-20歳前後の選手とともにプレーした。18歳でNHLの指示によりボストン・ブルーインズに入団する。
プロ入り初年度に、カルダー記念賞（リーグ新人王）を獲得し、1970年5月10日にホッケー史上最もアクロバティックなと形容されるゴールを決めて万年最下位チームであったブルーインズを29年目にして初のスタンレー・カップ進出に導き、チームの黄金時代を築いた。
ディフェンスだったが、アイスホッケーの競技スタイルに革命をもたらしたとも評価され、攻撃的な役割を果すディフェンス選手という新たなスタイルを創造した。スピード、とりわけその顕著な加速力とプレーの芸術性でディフェンス選手としておよそありとあらゆる記録を樹立し、ファンを熱狂させた。
膝の怪我により若くして引退を余儀なくされたが、その現役時代（12シーズン）は、NHL を支配したとも形容されることがある。最優秀ディフェンス選手に贈られるジェームス・ノリス記念賞の受賞回数8回は、NHL史上最多（2005年現在）である。
ディフェンス選手としてはただ一人のリーグ得点王、アート・ロス記念賞を2度（1969-1970、1974-1975シーズン）にわたって獲得している。また、アシスト数においてもリーグ最多を5度記録している。特に1970-1971シーズンに記録した、シーズン139ポイントは、NHLディフェンス選手の記録として（2005年時点で）だれにも破られていない。
リーグ最優秀選手に与えられるハート記念賞は3年連続、ジェームス・ノリス記念賞は8年連続で獲得している。1970年にはスポーツ・イラストレイテッドの年間最優秀スポーツマン賞を受賞している。
1976年には、数度にわたる膝の手術を受けプレー中の激痛と戦いながら、国際試合のカナダ・カップの最優秀選手賞を受賞している。
1975-1976シーズンを終え、契約期間満了をむかえたブルーインズは、オアに対しチームのオーナーシップの18%を与えるといった魅力的な内容のオファーを行った。しかし、オアの代理人アラン・イーグルソンはこの条件をオアに開示せず、シカゴ・ブラックホークスとの契約を勧めたと伝えられる。このため、ブラックホークスと契約し、2シーズン後には膝の問題により引退する。
1970年代後半に、新聞『ボストン・グローブ』紙が行ったニュー・イングランダーの投票で、野球のテッド・ウイリアムス、バスケットボールのビル・ラッセル、野球のカール・ヤストレムスキー、バスケットボールのボブ・クージーといった選手を押しのけて、ボストン史上最高のアスリートに選出されている。
引退直後の1979年、3年の待機期間を待たずして特例により史上最年少の31歳でホッケーの殿堂入りした。また、Canada's Walk of Fame にもその名を止めている。オアの栄誉を称えるため故郷のパリーサウンドに建てられた記念館は、「ボビー・オアの殿堂（Bobby Orr Hall of Fame）」と呼ばれる。
1979年には、カナダ最高の勲章オーダー・オブ・カナダを受章している。

## 詳細情報

### 通算成績
| 1963-1964 | オショワ・ジェネラルズ   | OHA     | 56  | 29  | 43  | 72  | 0   |    |    |    |    |    |
| 1964-1965 | オショワ・ジェネラルズ   | OHA     | 56  | 34  | 59  | 93  | 0   |    |    |    |    |    |
| 1965-1966 | オショワ・ジェネラルズ   | OHA     | 47  | 38  | 56  | 94  | 92  |    |    |    |    |    |
| 1966-1967 | ボストン・ブルーインズ   | NHL     | 61  | 13  | 28  | 41  | 102 | -  | -  | -  | -  | -  |
| 1967-1968 | ボストン・ブルーインズ   | NHL     | 46  | 11  | 20  | 31  | 63  | 4  | 0  | 2  | 2  | 2  |
| 1968-1969 | ボストン・ブルーインズ   | NHL     | 67  | 21  | 43  | 64  | 133 | 10 | 1  | 7  | 8  | 10 |
| 1969-1970 | ボストン・ブルーインズ   | NHL     | 76  | 33  | 87  | 120 | 125 | 14 | 9  | 11 | 20 | 14 |
| 1970-1971 | ボストン・ブルーインズ   | NHL     | 78  | 37  | 102 | 139 | 91  | 7  | 5  | 7  | 12 | 10 |
| 1971-1972 | ボストン・ブルーインズ   | NHL     | 76  | 37  | 80  | 117 | 106 | 15 | 5  | 19 | 24 | 19 |
| 1972-1973 | ボストン・ブルーインズ   | NHL     | 63  | 29  | 72  | 101 | 99  | 5  | 1  | 1  | 2  | 7  |
| 1973-1974 | ボストン・ブルーインズ   | NHL     | 74  | 32  | 90  | 122 | 82  | 16 | 4  | 14 | 18 | 28 |
| 1974-1975 | ボストン・ブルーインズ   | NHL     | 80  | 46  | 89  | 135 | 101 | 3  | 1  | 5  | 6  | 2  |
| 1975-1976 | ボストン・ブルーインズ   | NHL     | 10  | 5   | 13  | 18  | 22  | -  | -  | -  | -  | -  |
| 1976-1977 | シカゴ・ブラックホークス | NHL     | 20  | 4   | 19  | 23  | 25  | -  | -  | -  | -  | -  |
| 1978-1979 | シカゴ・ブラックホークス | NHL     | 6   | 2   | 2   | 4   | 4   | -  | -  | -  | -  | -  |
| NHL合計   | NHL合計                  | NHL合計 | 657 | 270 | 645 | 915 | 953 | 74 | 26 | 66 | 92 | 92 |

### 表彰
- カルダー記念賞 - 1967年
- NHL 第1オールスターチーム - 1968年、1969年、1970年、1971年、1972年、1973年、1974年、1975年
- NHL 第2オールスターチーム - 1967年
- ジェームス・ノリス記念賞 - 1968年、1969年、1970年、1971年、1972年、1973年、1974年、1975年
- NHL プラス/マイナス賞 - 1969年、1970年、1971年、1972年、1974年、1975年
- アート・ロス記念賞 - 1970年、1975年
- コーン・スマイス賞 - 1970年、1972年
- ハート記念賞 - 1970年、1971年、1972年
- ルー・マーシュ賞 - 1970年
- レスター・B・ピアソン賞 - 1975年
- カナダカップ最優秀選手賞 - 1976年
- カナダ・カップオールスター戦 - 1976年
- レスター・パトリック賞 - 1979年
- ホッケーの殿堂 - 1979年

### 記録
- オールスター出場 - 1968年、1969年、1970年、1971年、1972年、1973年、1975年
- NHLディフェンス選手シーズン最多ポイント (139; 1970-71)
- NHLディフェンス選手シーズン最多アシスト (102; 1970-71)
- NHLディフェンス選手1試合最多アシストタイ (6; 他にBabe Pratt, Pat Stapleton, Ron Stackhouse, Paul Coffey and Gary Suter)
- NHLシーズン最多アシスト　連続1971年から1981年まで保持 (102; broken by ウェイン・グレツキー)
- NHLディフェンス選手シーズン最多ゴール　連続1971年から1986年まで保持 (37 、1971年, 1975年に46に更新; 1986年 Paul Coffeyにより更新)
- ディフェンス選手1試合最多得点 1973年から1977年まで保持 (7; Tom Bladonにより更新)

### 背番号
- 4（※ボストン・ブルーインズの永久欠番）

### 代表歴
- 1976 カナダ・カップ カナダ代表

### 成績
| 年度 | チーム | イベント       | GP | G | A | Pts | PIM |
| ---- | ------ | -------------- | -- | - | - | --- | --- |
| 1972 | Canada | サミット       | 0  | 0 | 0 | 0   | 0   |
| 1976 | Canada | カナダ・カップ | 7  | 2 | 7 | 9   | 8   |